# Mezzo Macho

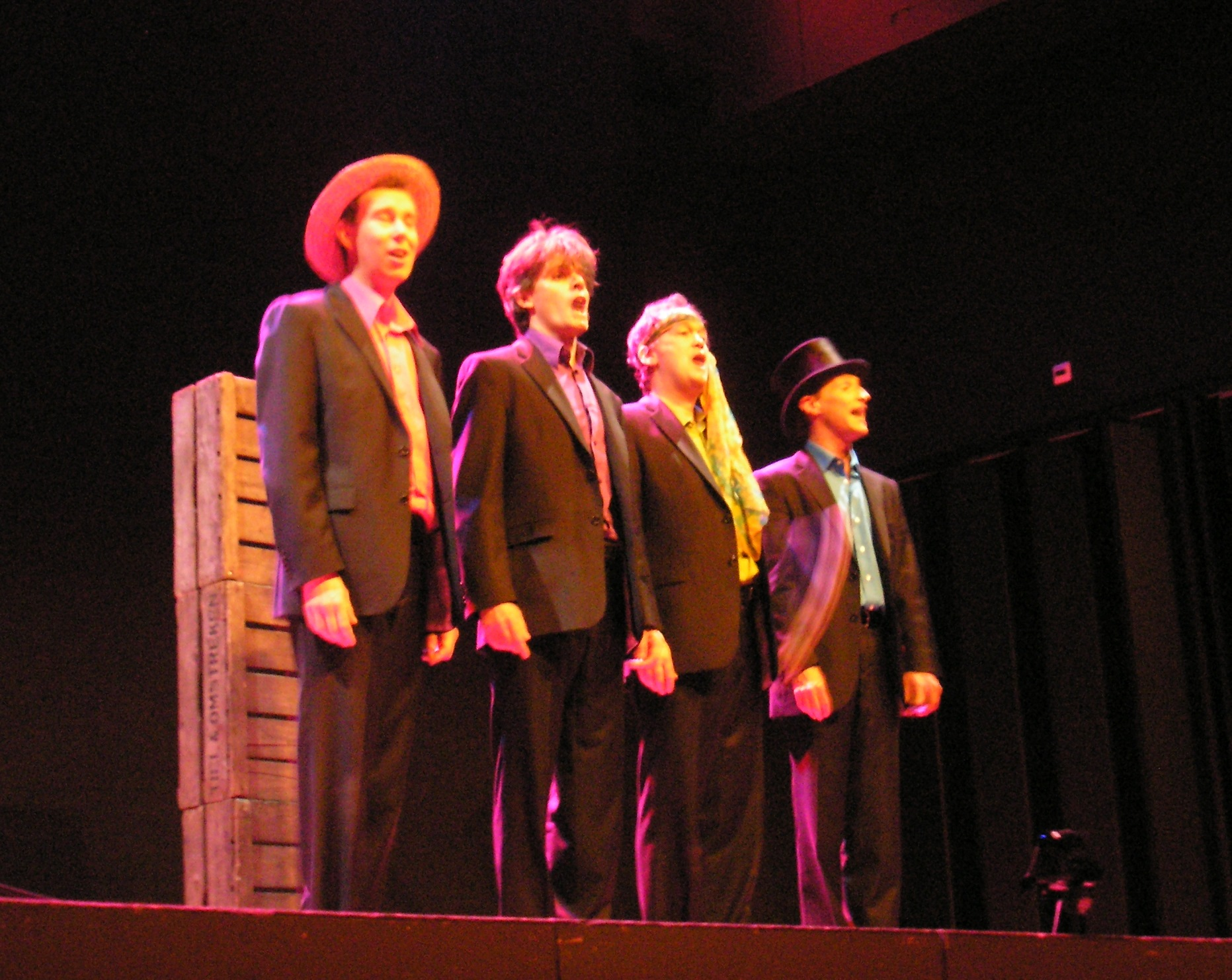
Mezzo Macho in 2006

Mezzo Macho was een Nederlands a-capellakwartet. 
Het arrangeerwerk van Wilbert Friederichs vormde de basis van de band. De groep bracht in de loop van veertien jaar vier cd's uit, en maakte diverse theatertournees. Ook speelde de groep in 2001 de hoofdrol in het tv-programma Het Klokhuis, over het onderwerp "A Capella".
In 2005 speelde Mezzo Macho een theaterconcert (P Capella), geheel gewijd aan Drs. P en zijn liedjes. De bijbehorende cd is getiteld "Mezzo Macho zingt Drs. P".
Behalve Wilbert Friederichs (3e van links op de foto) bestond de groep uit Ron Mesland, Hans Scholing en Jack Breikers.